# 무성 양순 경구개 접근음
무성 양순 경구개 접근음은 두 입술을 마찰음의 경우보다 약간 멀리 서로 근접시키고 혀를 경구개에 마찰음의 경우보다 약간 멀리 근접시키고 무성의 날숨을 거기로 보내서 나는 소리이다.